# Kalameny
Kalameny é um município da Eslováquia, situado no distrito de Ružomberok, na região de Žilina. Tem 8,7 km² de área e sua população em 2018 foi estimada em 452 habitantes.

## Demografia
| Ano:        | 1994 | 2004   | 2014   | 2024   |
| ----------- | ---- | ------ | ------ | ------ |
| Broj ljudi: | 456  | 477    | 466    | 421    |
| Razlika:    |      | +4,60% | -2,30% | -9,65% |

| Ano:               | 2023 | 2024   |
| ------------------ | ---- | ------ |
| Número de pessoas: | 432  | 421    |
| Diferença:         |      | -2,54% |